# 全国交通運輸労働組合総連合
全国交通運輸労働組合総連合（ぜんこくうんゆろうどうくみあいそうれんごう、略称：交通労連（こうつうろうれん）、英語：Japan Federation of Transport worker's unions、略称：JFT）は、交通・運輸業界の産業別労働組合である。旧全日本労働総同盟（同盟）の流れを汲んでいる。
日本労働組合総連合会（連合）、全日本交通運輸産業労働組合協議会（交運労協）、国際運輸労連（ITF）に加盟している。

## 概要
1964年（昭和39年）11月9日に、全交運同盟と全交労が統合して結成された。

## 組織体制
交通労連の組織体制としては、34道府県に置かれ道府県内の加盟組合を統括する「道府県支部」と、それを束ねる全国を9つのブロック（北海道、東北、信越、関東、中部、関西、中国、四国、九州）ごとに分けて設置されている「地方総支部」、さらにその上に「本部」が置かれている。
「本部」は交通労連全体の活動に関する方針案の策定や各活動の具体的な企画を行うほか、地方総支部・都府県支部の調整指導をしている。本部書記局内に「業種別部会」と「専門部」がおかれ、総務部、組織部、教宣部、調査部、政策部、青年女性部の6つの専門部が置かれる。「業種別部会」にはトラック運送業・倉庫業・生コンなどからなる「トラック部会」、乗合バス・貸切バス・私鉄などからなる「軌道バス部会」、ハイヤーやタクシー業界からなる「ハイヤータクシー部会」、自動車学校・教習所、自動車整備業、ホテル、旅行、ターミナル、ビル管理、ルートセールスなどの業種からなる「自動車学校・一般業種部会」という4つの部会が置かれている。
これら組織の上には「大会」「中央委員会」「中央実行委員会」の3つの決議機関と「専門委員会」が置かれている。

## 加盟組合

### 軌道バス部会
- 北海道中央バス労働組合
- ニセコバス労働組合
- 沿岸バス労働組合
- 弘南バス労働組合
- 三八五労組（バス部会）
- 山形交通労働組合
- 仙台バス労働組合
- 会津乗合自動車労働組合
- 新常磐交通労働組合
- 福島観光自動車労働組合
- 新潟交通労働組合
- 新潟交通観光バス労働組合
- 新潟交通佐渡労働組合

- 頸城自動車(くびき)労働組合
- 蒲原鉄道労働組合
- 日本中央バス労働組合
- 埼玉自動車交通労働組合
- 東洋バス労働組合
- 東都自動車労働組合
- WILLER EXPRESS労働組合
- 大野観光バス労働組合
- 岸和田観光バス労働組合
- 北港観光バス労働組合
- 日交大阪労組バス部会
- 一畑電車労働組合
- 日本交通鳥取地区労組

- 両備バス労働組合
- 岡山電気軌道労働組合
- 下津井電鉄労働組合
- 広島交通労働組合
- サンデン交通労働組合
- 船木鉄道労働組合
- 東交バス労働組合
- 全九州産交労働組合
- 熊本都市バス労働組合
- 西肥バス労働組合
- 祐徳自動車労働組合
- 昭和バス労働組合
- 長崎バス労働組合

## 組織内議員
参議院議員
- 川合孝典（比例区）[1]
- 田村麻美（比例区）[1]